# Kansanshi
Kansanshi – miasto w Zambii, w Prowincji Północno-Zachodniej. Według danych szacunkowych na rok 2010 liczy 51 948 mieszkańców.